# Oszikó
Oszikó (1899-ig Ossikó, szlovákul: Osikov) község Szlovákiában, az Eperjesi kerület Bártfai járásában.

## Fekvése
Bártfától 15 km-re délre fekszik.

## Története
1427-ben „Ozykou” néven említik először.
A 18. század végén Vályi András így ír róla: „OSIKÓ. Tót falu Sáros Várm. földes Ura G. Forgách Uraság, lakosai külömbfélék, fekszik az Ország útban, Bártfához másfél mértföldnyire, Ispotállya is van; lakosait I. Lajos szállította ide: határja középtermékenységű, réttye, legelője jó, fája is van.”
Fényes Elek 1851-ben kiadott geográfiai szótárában így ír a faluról: „Oszikó, tót falu, Sáros vmegyében, Bártfához nyugotra 1/2 mfd., az eperjesi országutban, 806 kath., 15 zsidó lak. Kath. paroch. templom. Jó föld, rét és erdő. F. u. gr. Forgács.”
A trianoni diktátum előtt Sáros vármegye Bártfai járásához tartozott.

## Népessége
| Év:            | 1994. | 2004.   | 2014.   | 2024.   |
| -------------- | ----- | ------- | ------- | ------- |
| Emberek száma: | 864   | 920     | 998     | 1028    |
| Eltérés:       |       | +6,48 % | +8,47 % | +3,00 % |

| Év:            | 2023. | 2024.   |
| -------------- | ----- | ------- |
| Emberek száma: | 1020  | 1028    |
| Eltérés:       |       | +0,78 % |

1910-ben 538, túlnyomórészt szlovák lakosa volt.
2001-ben 901 lakosából 895 szlovák volt.
2011-ben 969 lakosából 951 szlovák.

## Nevezetességei
Mihály arkangyal tiszteletére szentelt római katolikus temploma 1612-ben épült.

## Külső hivatkozások
- Községinfó
- Oszikó Szlovákia térképén
- E-obce.sk Archiválva 2012. augusztus 22-i dátummal a Wayback Machine-ben